# Volante Atlético Clube
O Volante Atlético Clube foi um clube brasileiro de futebol da cidade de Fortaleza, capital do estado de Ceará.
Foi fundado pelos motoristas da praça da cidade, disputando o Campeonato Cearense de 1950.

## Participações no Campeonato Cearense da Primeira Divisão
| Ano  | Posição |
| 1950 | 8º      |